# Фельзума
Фельзу́ма (Phelsuma) — рід геконів з підродини Справжні гекони. Має 43 види. Інша назва «денні гекони».

## Опис
Довжина представників цього роду коливається від 6 до 30 см. Шкіра має яскраво-зелений, червоний або синій кольори. Пальці у них без кігтів, знизу під пальцями знаходяться рядки неподільних поперечних прикріплюючих пластинок. Очі невеликі, зіниці округлені. навколо очей м'які кільчасті повіки. Самці мають добре розвинені стегнові пори на нижній поверхні задніх кінцівок, які відсутні або слабко розвинуті у самиць.

## Спосіб життя
Полюбляють тропічні ліси, включно із гірськими, розташованими на висотах до 2300 м. Дуже вправно пересуваються по стовбурам та гіллю дерев. Вміло маскуються на деревах. На відміну від більшості геконів фельзуми активні вдень. Харчуються комахами, дрібними безхребетними, нектаром, квітковим пилком, фруктами, особливо бананами.
Це яйцекладні гекони. Статева зрілість наступає у 6—12 місяців. Самка відкладає 2—3 яйця. Робить декілька кладок за сезон, які ховає під корою або у дуплах.

## Розповсюдження
Більшість видів фельзум мешкає на острові Мадагаскар, окрім цього вони трапляються також на Сейшельських, Маскаренських, Коморських, Андаманських, Гавайських островах.

## Види
- Phelsuma abbotti
- Phelsuma andamanense — Фельзума андаманська
- Phelsuma antanosy
- Phelsuma astriata
- Phelsuma barbouri
- Phelsuma berghofi
- Phelsuma borai
- Phelsuma borbonica
- Phelsuma breviceps
- Phelsuma cepediana
- Phelsuma comorensis
- Phelsuma dubia
- Phelsuma edwardnewtoni
- Phelsuma flavigularis
- Phelsuma gigas
- Phelsuma guentheri
- Phelsuma guimbeaui
- Phelsuma guttata
- Phelsuma hielscheri
- Phelsuma hoeschi
- Phelsuma inexpectata
- Phelsuma kely
- Phelsuma klemmeri
- Phelsuma laticauda — Фельзума пласкохвоста
- Phelsuma lineata
- Phelsuma madagascariensis — Фельзума мадагаскарська
- Phelsuma malamakibo
- Phelsuma masohoala
- Phelsuma modesta
- Phelsuma mutabilis
- Phelsuma nigra
- Phelsuma nigristriata
- Phelsuma ocellata
- Phelsuma ornata
- Phelsuma parkeri
- Phelsuma pronki
- Phelsuma pusilla
- Phelsuma quadriocellata
- Phelsuma ravenala
- Phelsuma robertmertensi
- Phelsuma rosagularis
- Phelsuma seippi
- Phelsuma serraticauda
- Phelsuma standingi
- Phelsuma sundbergi
- Phelsuma trilineata
- Phelsuma vanheygeni
- Phelsuma befotakensis
- Phelsuma chekei
- Phelsuma leiogaster
- Phelsuma longinsulae
- Phelsuma minuthi